# Ялтаран
Ялтара́н (рос. Ялтаран, башк. Ялтыран) — присілок у складі Ішимбайського району Башкортостану, Росія. Входить до складу Кулгунінської сільської ради.
Населення — 23 особи (2010; 23 в 2002).
Національний склад:
- башкири — 100%